# Sebastian Wolf (Musiker)
Sebastian Wolf (* 1977 in Herzberg am Harz) ist ein deutscher Schlagzeuger, Musikpädagoge und Leiter der städtischen Musikschule der Stadt Kassel.

## Leben und Wirken
Wolf begann mit 6 Jahren Schlagzeug zu spielen. Er studierte ab 1998 Musik mit dem Hauptfach Schlagzeug an der Musikakademie der Stadt Kassel „Louis Spohr“ und an der Musikhochschule Frankfurt. Er absolvierte 2002 die Staatliche Musiklehrerprüfung (SMP, Examen) sowie einen Diplomabschluss und schloss seine Studienzeit 2005 mit dem Künstlerischen Reifegrad (Examen) ab. Zu seinen Lehrern gehören u. a. Udo Dahmen, Claus Hessler, und Jost Nickel. Wolf ist Absolvent des berufsbegleitenden Lehrgangs „Das Schlagzeug im Unterricht“ der Bundesakademie Trossingen.
Als Musikpädagoge begann Wolf im Jahr 1999, an der Musikschule Kassel e.V. zu unterrichten (Fächer: Schlagzeug, Marimbaphon, Pauke, Ensemble/Percussion), Schulprojekte (Percussionskurse im Klassenbereich, JeKi-Kurse). An der Musikschule war er 2000 bis 2005 Fachbereichsleiter der Abteilung Jazz, Rock und Pop sowie von 2003 bis 2007 und von 2011 bis 2014 Stellvertretender Schulleiter. Seit 2014 ist Wolf Leiter der Musikschule.
Wolf wirkt als Musikpädagoge auch überregional, z. B. als Dozent im Bereich der Lehrerfort- und Weiterbildung, beispielsweise am Institut für elementare Musikerziehung Mainz (IfeM) und für die Stiftung Jedem Kind ein Instrument in Bochum.
Er wirkte als Organisator bei Jugend musiziert und ist seit 2014 Vorsitzender des Regionalwettbewerbs Nordhessen.
Wolf ist Autor mehrerer Unterrichtswerke für Schlagzeug, so z. B. der Schlagzeugschule Groove Xplosion (erschienen 2006 im Musikverlag Nogatz) sowie der Werke Cajon, Djembe & Co. I und II der Reihe Jedem Kind ein Instrument (Schott-Verlag).
Als ausübender Musiker tritt Wolf sehr vielfältig in Erscheinung. Er wirkt z. B. seit 1998 als Schlagwerker bzw. Schlagzeuger im Rahmen von Produktionen des Staatstheaters Kassel (in der Vergangenheit beispielsweise in den Opern La Bohéme und Tosca sowie dem Musical The Black Rider). Zudem arbeitete er stilübergreifend als Live- und Studiomusiker für unterschiedlichste Formationen wie z. B. Hubert Kah, Stahlmann, Marjana, Reizwolf, Gasoline sowie das Stadttheater Hildesheim.